# 広島県交通安全協会
公益財団法人広島県交通安全協会（ひろしまけんこうつうあんぜんきょうかい）は、広島県内の地区交通安全協会を統括する交通安全協会。元広島県知事所管。

## 概要
広島県内の地区交通安全協会を統括する交通安全協会で、広島県内での季節単位で開催する交通安全運動をはじめ、自動車・自動二輪車の運転免許更新の伝達・更新事務、申請書や収入証紙の委託販売業務、自転車などに貼る反射シールや車輪のスポークに貼る反射材などの交通安全グッズの頒布、交通安全功労者の表彰及び国や全国法人への表彰推薦などを事業としている。
また、運転技能向上のために直営の広島県自動車学校、広島県三次自動車学校を運営している。

## 地区
- 広島中央交通安全協会
- 広島東交通安全協会
- 広島西交通安全協会
- 広島南交通安全協会
- 安佐南交通安全協会
- 呉交通安全協会
- 音戸倉橋交通安全協会
- 江田島市交通安全協会
- 安芸地区交通安全協会
- 廿日市交通安全協会
- 大竹交通安全協会
- 竹原地区交通安全協会
- 広交通安全協会
- 東広島交通安全協会
- 木江地区交通安全協会
- 安佐北交通安全協会
- 安芸高田市交通安全協会
- 山県交通安全協会
- 尾道交通安全協会
- 因島交通安全協会
- 三原交通安全協会
- 福山西交通安全協会
- 福山東交通安全協会
- 福山北交通安全協会
- 府中交通安全協会
- 庄原地区交通安全協会
- 東城交通安全協会
- 三次交通安全協会
- 世羅郡交通安全協会